# Partido judicial de Figueras
El partido judicial de Figueras es uno de los 49 partidos judiciales en los que se divide la comunidad autónoma de Cataluña. Figueras es el partido judicial n.º 1 de la provincia de Gerona.
El ámbito territorial, que viene regulado por el Real Decreto 529/1983, de 9 de marzo, comprende los siguientes municipios:
| - Agullana - Albañá - Alfar - La Armentera - Aviñonet de Puig Ventós - La Bajol - Báscara - Borrassá - Buadella - Cabanellas - Cabanas - Cadaqués - Cantallops - Capmany - Castellón de Ampurias - Cistella - Colera | - Darnius - La Escala - Espolla - Figueras - Fortiá - Garrigás - Garriguella - La Junquera - Lladó - Llansá - Llers - Massanet de Cabrenys - Masarach - Mollet de Peralada - Navata - Ordis - Palau de Santa Eulalia | - Palau Sabardera - Pau - Pedret y Marsá - Perelada - Pont de Molins - Pontós - Puerto de la Selva - Portbou - Rabós - Riumors - Rosas - San Clemente Sasebas - San Lorenzo de la Muga - San Miguel de Fluviá - San Mori - San Pedro Pescador - Santa Leocadia de Algama | - Saus, Camallera i Llampaies - La Selva de Mar - Ciurana - Terradas - Torroella de Fluviá - Ventalló - Vilabertran - Viladamat - Vilafan - Vilahur - Vilajuiga - Vilamacolum - Vilamalla - Vilamaniscle - Vilanant - Vilasacra - Viure |

La cabeza de partido —y por tanto, sede de las instituciones judiciales— es Figueras. Cuenta con ocho juzgados de primera instancia e instrucción, dos juzgados de lo penal y un juzgado de lo social.